# Episodi di Russian Doll (prima stagione)
La prima stagione della serie televisiva Russian Doll, composta da otto episodi, è stata distribuita su Netflix il 1º febbraio 2019, in tutti i paesi in cui è disponibile.
| n° | Titolo originale              | Titolo italiano                 | Pubblicazione    |
| -- | ----------------------------- | ------------------------------- | ---------------- |
| 1  | Nothing in This World Is Easy | Niente in questo mondo è facile | 1º febbraio 2019 |
| 2  | The Great Escape              | La grande fuga                  | 1º febbraio 2019 |
| 3  | A Warm Body                   | Un corpo caldo                  | 1º febbraio 2019 |
| 4  | Alan's Routine                | La routine di Alan              | 1º febbraio 2019 |
| 5  | Superiority Complex           | Complesso di superiorità        | 1º febbraio 2019 |
| 6  | Reflection                    | Riflesso                        | 1º febbraio 2019 |
| 7  | The Way Out                   | La via più facile               | 1º febbraio 2019 |
| 8  | Ariadne                       | Arianna                         | 1º febbraio 2019 |